# قطعنامه ۱۵۹۷ شورای امنیت
قطعنامه ۱۵۹۷ شورای امنیت سازمان ملل متحد که در تاریخ ۲۰ آوریل ۲۰۰۵ تصویب شد، سندی بین‌المللی دربارهٔ دادگاه جنایی بین‌المللی برای یوگسلاوی سابق است. این قطعنامه طی نشست ۵۱۶۵ام با ۱۵ رای موافق، ۰ مخالف و ۰ ممتنع تصویب شد.